# 白俄罗斯共产党
白俄罗斯共产党是白俄罗斯的一个共产主义政党。该党成立于1996年11月2日，由白俄罗斯共产党人党内部支持总统卢卡申科的一派创建。
2005年3月，化学家塔季扬娜·戈卢别娃当选为白俄罗斯共产党中央委员会第一书记；2017年5月14日，经济学家、经理人阿列克谢·索科尔接任白俄罗斯共产党中央委员会第一书记。